# 문화방송의 아나운서 목록
이 목록은 문화방송(MBC)에서 아나운서를 정리한 것이다.

## 현직 아나운서

### 본사
| 연도   | 남성           | 여성                   |
| ------ | -------------- | ---------------------- |
| 1994년 | 김상호, 김범도 |                        |
| 1997년 | 박경추         |                        |
| 2000년 |                | 차미연                 |
| 2001년 |                | 김미정                 |
| 2002년 |                | 이정민                 |
| 2003년 |                | 류수민                 |
| 2006년 | 전종환         |                        |
| 2008년 | 김나진, 서인   | 구은영, 양승은         |
| 2010년 |                | 강다솜, 이진           |
| 2011년 | 오승훈         | 김초롱                 |
| 2012년 |                | 이재은                 |
| 2013년 |                | 박연경, 임현주, 차예린 |
| 2016년 | 엄주원, 김준상 | 안주희, 정슬기, 정다희 |
| 2017년 | 김민호, 이휘준 | 박지민, 이선영, 김수지 |
| 2018년 | 김정현         | 이영은                 |
| 2021년 | 정영한         | 박소영                 |
| 2024년 | 고강용         | 강다은                 |

### 지역
- 1986년 입사 - 김상호(삼척)
- 1989년 입사 - 문경희(제주)
- 1993년 입사 - 안희성(부산), 박기홍(부산)
- 1995년 입사 - 정우성(춘천), 이승철(광주), 전세용(포항)
- 1996년 입사 - 배윤호(울산)
- 1999년 입사 - 홍진선(광주), 허환구(안동), 남두용(진주)
- 2000년 입사 - 임세혁(대전), 서상국(대구)
- 2001년 입사 - 김귀빈(광주), 류권형(광주), 이동훈(대구), 지건보(제주)
- 2002년 입사 - 이관열(울산)
- 2003년 입사 - 민기원(삼척), 김동현(부산)
- 2004년 입사 - 박지현(원주), 구본상(충주)
- 2005년 입사 - 김연경(울산)
- 2006년 입사 - 윤상범(제주), 정유진(제주)
- 2008년 입사 - 이지희(부산), 김혜숙(대구)
- 2010년 입사 - 윤윤선(대구)
- 2011년 입사 - 성스리(강릉), 박성언(여수)
- 2012년 입사 - 이충훈(전주), 임사랑(목포)
- 2014년 입사 - 유지은(대전)
- 2015년 입사 - 목서윤(전주)
- 2016년 입사 - 김두식(광주), 연빛나(광주), 정경진(부산)
- 2017년 입사 - 서정모(부산)
- 2018년 입사 - 남유식(대전), 백율희(경남), 백근곤(경남), 장인정(제주), 변정연(원주)
- 2019년 입사 - 노지현(춘천), 이유진(대구), 윤동현(경남), 박성은(울산), 김용석(원주)
- 2021년 입사 - 김지후(춘천), 송유라(여수)
- 2022년 입사 - 이영래(전주), 정다윤(전주), 최다훈(목포), 허연주(목포)
- 2023년 입사 - 강민경(부산), 김희수(충북), 신윤아(포항)
- 2024년 입사 - 김나연(강원영동), 오서윤(대구), 한주희(대전), 황이서(포항), 김진호(여수)
- 2025년 입사 - 송나영(안동), 김민영(안동), 박지은(춘천), 노소정(광주)

## 전직 아나운서

### 남성
- 원종관● (1961년 ~ 1964년)
- 이장우● (1961년 ~ 1964년)
- (故)최계환● (1961년 ~ 1964년)
- (故)이철원♣ (1964년 ~ 1992년)
- (故)임택근♣ (1964년 ~ 1980년)
- 최정연 (1964년 ~ 1983년)
- (故)최세훈† (1964년 ~ 1984년)
- 조석영♣ (1967년 ~ 1998년)
- 김재영 (1968년 ~ 불명)
- (故)김용♣ (1969년 ~ 1989년)
- 정경수★ (1969년 ~ 1993년)
- 변웅전♣★[1] (1969년 ~ 1980년)
- 차인태■★ (1969년 ~ 1995년)
- 송재익■ (1970년 ~ 1999년)
- 김기덕♣ (1972년 ~ 2006년)
- 김충식 (1972년 ~ 2006년)
- 양진수♣ (1973년 ~ 2006년)
- 임주완♣■ (1973년 ~ 1999년)
- 최창섭 (1973년 ~ 2005년)
- 조칠현♣★ (1974년 ~ 1981년)
- 최우철♣ (1974년 ~ 2006년)
- 고창근 (1977년 3월 ~ 2003년)
- 문진호 (1977년 3월 ~ 2008년)
- 이현우♣ (1977년 3월 ~ 2008년 7월)
- 이윤철♣■ (1981년 ~ 2013년)
- 성경환★ (1982년 ~ 2009년)
- (故)송인득[2] (1982년 ~ 2006년)
- 유협 (1982년 ~ 1991년)
- 이덕환 (1982년 ~ 1998년)
- 이용석 (1982년 ~ 2012년)
- 강부길 (1984년 ~ 1991년)
- 권혁화 (1984년 ~ 2014년)
- 손석희■[3]★[4] (1984년 ~ 2006년)
- 이창섭 (1984년 ~ 1991년)
- 한광섭♣ (1984년 ~ 2018년)
- 김성호● (1984년 ~ 1991년)
- 김창옥 (1984년 ~ 2017년)
- 변창립 (1984년 ~ 2018년)
- 한선교■★[5] (1984년 ~ 1995년)
- 이장호† (1985년 ~ 1994년)
- 조수현 (1985년 ~ 2020년)
- 홍은철■ (1985년 ~ 2016년)
- 임재홍 (1986년 ~ 불명)
- 최재혁 (1986년 ~ 2017년)
- 한명석 (1986년 ~ 불명)
- 홍철옥 (1986년 ~ 1998년)
- 이윤재♣ (1986년 ~ 2023년)
- 강재형♣ (1987년 ~ 2023년)
- 신동호★[6] (1992년 ~ 2020년)
- 이재용■ (1992년 ~ 2018년)
- 김완태■ (1995년 ~ 2018년)
- 신동진●■[7] (1996년 ~ 2020년)
- 김성주■ (2000년 ~ 2007년)
- 임경진● (2001년 ~ 2008년)
- 최대현★[8] (2002년 ~ 2018년[9])
- 한준호★[10] (2003년 ~ 2018년)
- 김정근■ (2005년 ~ 2023년)
- 오상진■ (2006년 ~ 2013년)
- 허일후★[11] (2007년 ~ 2023년)
- 이성배★[12] (2009년 ~ 2025년)
- 김대호■ (2011년 ~ 2025년)
- 박창현 (2013년 ~ 2024년)
- 정희석★[13] (2012년 4월 ~ 2012년 6월)

### 여성
- 임국희■ (1964년 ~ 불명)
- 강영숙 (1969년 ~ 불명)
- 이용자 (1969년 ~ 불명)
- 남영헌 (1972년 ~ 불명)
- 문송희 (1972년 ~ 불명)
- 정재숙 (1972년 ~ 불명)
- 조명화 (1972년 ~ 불명)
- 조혜윤 (1972년 ~ 불명)
- 안종순 (1973년 ~ 불명)
- 오영제 (1974년 ~ 1979년)
- 김선혜 (1975년 ~ 불명)
- 박민정 (1975년 ~ 불명)
- 박종선 (1975년 ~ 불명)
- 반혜숙 (1975년 ~ 불명)
- 이인숙 (1975년 ~ 1979년)
- 최소령 (1975년 ~ 불명)
- 황경자 (1975년 ~ 불명)
- 안주희 (1977년 3월 ~ 1980년)
- 조일수♣ (1977년 12월 ~ 2014년)
- 최경미 (1977년 12월 ~ 1983년)
- 김혜현 (1978년 ~ 1983년)
- 김신숙 (1978년 ~ 1984년)
- 윤정숙 (1980년 ~ 1987년)
- 김보경 (1981년 ~ 1986년)
- 박영숙 (1981년 ~ 1989년)
- 이수향 (1981년 ~ 1983년)
- 이주은 (1981년 ~ 1983년)
- 홍광은 (1981년 ~ 1984년)
- 박영선★[5] (1982년 ~ 1983년)
- 이현경 (1982년 ~ 1984년)
- 정은주 (1982년 ~ 1984년)
- 진현숙 (1982년 ~ 불명)
- 고명인 (1984년 1월 ~ 1985년)
- 김혜성 (1984년 1월 ~ 1990년)
- 박미숙 (1984년 1월 ~ 1990년)
- 이미영 (1984년 1월 ~ 1990년)
- 이혜영 (1984년 1월 ~ 1985년)
- 신현숙 (1984년 12월 ~ 1987년)
- 이규리 (1984년 12월 ~ 1994년)
- 이선영 (1984년 12월 ~ 1997년)
- 이수정 (1984년 12월 ~ 1986년)
- 임성희 (1984년 12월 ~ 1987년)
- 조미연 (1984년 12월 ~ 1988년)
- 조인영 (1984년 12월 ~ 1986년)
- 한정실 (1984년 12월 ~ 1988년)
- 강영은 (1985년 ~ 2014년)
- 안숙진 (1985년 ~ 1994년)
- 전미선 (1985년 ~ 1987년)
- 김수정 (1986년 ~ 2009년)
- 김현경 (1986년 ~ 1994년)
- 왕수현● (1986년 ~ 1991년)
- 이영애 (1986년 ~ 1988년)
- 이은주 (1986년 ~ 1995년)
- 이현경 (1986년 ~ 1997년)
- 정보영★ (1986년 ~ 1993년)
- 최정선 (1986년 ~ 1991년)
- 김은주 (1987년 ~ 2001년)
- 백지연■ (1987년 ~ 1997년)
- 정혜정 (1987년 ~ 2005년)
- 황선숙★[14] (1987년 ~ 2024년)
- 최율미★[15] (1992년 ~ 2017년)
- 김지은 (1992년 ~ 2017년)
- 오은실 (1992년 ~ 1999년)
- (故)정은임[16] (1992년 ~ 2004년)
- (故)김태희[17] (1994년 ~ 2004년)
- 하지은 (1994년 ~ 2018년)
- 이주연■ (1995년 ~ 2018년)
- 박나림■ (1996년 ~ 2004년)
- 김주하●★[18] (1997년 ~ 2004년)
- 방현주■ (1997년 ~ 2015년)
- 김경화★■ (2000년 ~ 2015년)
- 박소현■ (2000년 ~ 2015년)
- 박혜진■ (2001년 12월 ~ 2014년)
- 최윤영■ (2001년 12월 ~ 2012년)
- 나경은 (2005년 ~ 2013년)
- 서현진■ (2005년 ~ 2014년)
- 이하정●■[19] (2006년 ~ 2011년)
- 최현정■[20] (2006년 ~ 2015년)
- 문지애■[21] (2007년 ~ 2013년)
- 손정은 (2007년 ~ 2021년)
- 배현진★[22] (2009년 ~ 2013년)
- 김소영■ (2012년 ~ 2017년)
- 박보경■★[23] (2012년 ~ 2014년)
- 김원경 (2012년 ~ 2014년)
- 이혜민[24] (2012년 ~ 2016년)
- 유선경★[25] (2012년 ~ 2024년)
- 김민형●[26] (2016년 ~ 2018년)

## 같이 보기
- 문화방송